# Tadjabone
Le Tadjabone ou Tajabone est une autre fête folklorique pour célébrer la Tamxarit (Achoura) par les jeunes au Sénégal. 

## Utilité
À l'occasion, les garçons et les filles déguisés parcourent les rues le soir à la tombée de la nuit en chantant et en dansant tout autour des maisons pour demander des étrennes.

## Origines
L'origine de cette fête qui relève plus de la tradition sénégalaise serait née d'une habitude des talibés (élèves d'écoles coraniques ) qui, munis de leurs sébiles, allaient auparavant demander l'aumône auprès de leurs tantes et parents....

## Sources
- Tamxarit : Origines d’une fête religieuse foncièrement traditionalisée